# کلم قمری
کلم قمی، کلم سر، کلم سنگی، کلم قُنَبید یا داش کلم از انواع سبزی و از خانواده کلم است. قنّبید احتمالاً تغییر یافته «قرنبیط» عربی، به معنای کلم است. کلم قمی در قم بیشتر از نقاط کشور کشت می‌شود.

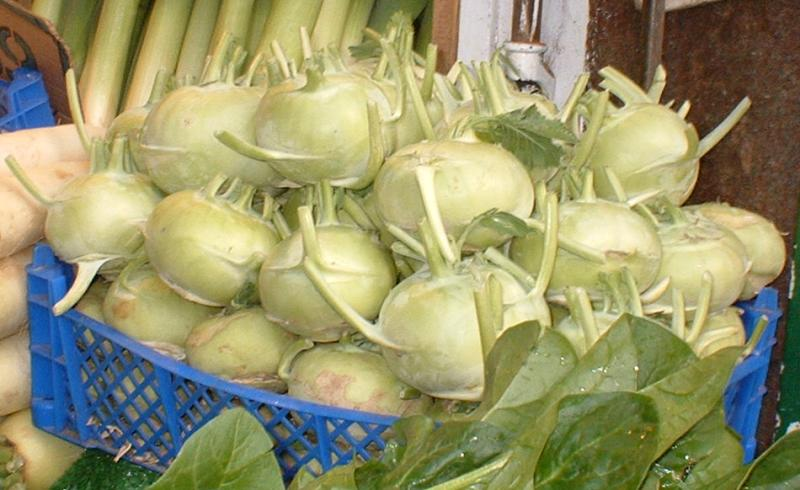
یک سبد کلم قمی

## سودمندی
کلم قمی، منبعی غنی از ویتامین ث، ویتامین دی و فلزاتی چون کلسیم، فسفر، پتاسیم و نیز ترکیبات سولفیدی و آلدئیدی است؛ اندکی هم ویتامین‌های گروه آ و ب دارد.

نامورترین غذاهایی که در ایران با کلم قمی می‌پزند، عبارتند از: آش کلم قمی، ماش و قمری، کلم‌پلو و آبگوشت قنبید.